# Фредерик Коплстон
Фредерик Чарлс Коплстон (енгл. Frederick Charles Copleston; Самерсет, 10. април 1907 — Лондон, 3. фебруар 1994) био је језуитски свештеник, филозоф и највећи енглески историчар филозофије, широм света познат по свом врло обимном и утицајном вишетомном делу Историја филозофије (1946—75) које је изложено у IX томова на преко 4 500 страница.
Коплестон је постигао висок степен популарности и у медијима захваљујући расправи о постојању Бога коју је водио са Бертрандом Раселом у емисији III програма "бибиси" радија 1948. Наредне године је расправљао о логичком позитивизму и смислености верског језика са својим пријатељем аналитичким филозофом Алфредом Џ. Ајером .

## Биографија
Фредерик Чарлс Коплстон је рођен 10. априла 1907. у близини Таунтона, у Самерсету, Енглеска. Одрастао је у Англиканској вери његовог ујака, Реџиналда Стивена Коплстона, који је био англикански бискуп у Калкути. Студирао је на Марлборо колеџу од 1920. до 1925. године У узрасту од осамнаест година, он се преобратио у римокатоличког верника, што је изазвало велики стрес у његовој породици. Упркос својим првим примедбама, његов отац му је помогао да заврши школовање у Сент Џон Колеџу, у Оксфорду, где је студирао од 1925. до 1929. Дипломирао је на Универзитету Оксфорд 1929. што је успео трећи у класи.
Године 1930, Коплстон је постао језуита. После студија као језуитски новајлија у Роехамптону је остао две године, затим се преселио у Хеитроп, где је 1937. године рукоположен у језуитског свештеника у Хејтроп колеџу. Године 1938. отпутовао је у Немачку да заврши обуку, вратио се у Британију непосредно пре избијања рата 1939. године Коплстон је првобитно намеравао да студира на Грегоријанском универзитету у Риму због свог доктората, али је то тада рат онемогућио. Уместо тога, он је прихватио понуду да се врати у Хеитроп Колеџ и да тамо предаје историју филозофије преосталим језуитима.
Док је предавао на Хеитроп Колеџу, Коплстон је почео да пише своју утицајну вишетомну Историју филозофије (1946-75), уџбеник који јасно представља учења старе, средњовековне и модерне филозофије. У тој веома поштованој историји Коплстон је описао "монументална достигнућа" филозофије и "остао у расправи веран ауторима, што је том у великом раду излажено".
Коплстон је постигао и популарност у медијима расправом о постојању Бога са Бертрандом Раселом у познатој емисији III програмабибиси радија 1948. ; следеће године је расправљао о логичком позитивизму и смислености верског језика са својим пријатељем аналитичким филозофом, А. Џ. Ајером.
Током остатка своје академске каријере, Коплстон је прихватио велики број почасних улога, укључујући гостујући професор на Понтификалном грегорианском универзитету у Риму, где је проводио шест месеци сваке године и предавао од 1952. до 1968. године Године 1970, постао је сарадник Британске академије (ФБА), а 1972. добио је личну професуру на Хејтроп колеџу, пошто је поново успостављена од стране Универзитета у Лондону. Године 1975, постао је почасни сарадник Сент Џон (Свети Јован) колеџа у Оксфорду.
Након званичног пензионисања 1974. године, он је наставио да предаје. Од 1974. до 1982. године, Коплстон је био гостујући професор на Универзитету у Санта Клари, а од 1979. до 1981. године, он је одржавао Гифорд предавања на Универзитету у Абердину, која су објављена у књизи Вера и Једно. У тим предавањима покушао је да "изрази теме свог деценијског размишљању, више личног него у својој историји". Пред крај живота, Коплстон је добио почасне докторате из више институција, укључујући универзитет Санта Клара из Калифорније, универзитет из Упсале и Универзитет Сент Ендруз.
Коплестону је понуђено чланство у Краљевском институту за филозофију и у Аристотеловском друштву. Године 1993. стекао је Орден витеза Британског царства (ЦБЕ). Коплстон је преминуо 3. фебруара 1994. године у болници Сент Томас у Лондону, у 86. години.

## Наслеђе
Поред његовог утицајног вишетомног дела "Историја филозофије" (1946-75), један од Коплстонових најзначајнијих доприноса у модерној филозофији био је његов рад на теоријама Томе Аквинског. Он је покушао да појасни пет начина Аквинског (из његове „Сума Теологије” ) правећи разлику између разлога и узрока и преузео је изазов. На тај начин, Коплстон је објаснио да Аквински жели даље да постави концепт свеприсутног Бога а не бића које би могло да нестане након успостављања ланца узрока и последице кретања.